# 233 (tal)
233 är det naturliga talet som följer 232 och som följs av 234.
- Hexadecimala talsystemet: E9
- Binärt: 11101001
- Det 51 primtalet
- Det 13:e fibonaccitalet

## Inom vetenskapen
- 233 Asterope, en asteroid

## Inom matematiken
- 233 är ett udda tal.
- 233 är ett palindromtal i det ternära talsystemet.